# Goodwill Games 2001/Triathlon
Im Rahmen der Goodwill Games 2001 wurden am 2. September 2001 zwei Wettbewerbe im Triathlon ausgetragen.

## Organisation
Die Goodwill Games waren ein internationaler sportlicher Wettbewerb, welcher zwischen 1986 und 2001 fünfmal ausgetragen wurde.
Die Triathlon-Bewerbe gingen über die olympische Distanz: 1,5 km Schwimmen, 40 km Radfahren und 10 km Laufen.

## Ergebnisse

### Männer
| Platz | Athlet                 | Zeit (h)   |
| ----- | ---------------------- | ---------- |
| 1     | Chris McCormack        | 1:47:26,43 |
| 2     | Hamish Carter          | 1:47:45,13 |
| 3     | Craig Walton           | 1:48:25,83 |
| 4     | Martin Krňávek         | 1:48:44,35 |
| 5     | Dmitri Gaag            | 1:49:00,44 |
| 6     | Chris Hill             | 1:49:18,20 |
| 7     | Peter Robertson        | 1:49:38,00 |
| 8     | Greg Bennett           | 1:49:42,37 |
| 9     | Shane Reed             | 1:49:56,47 |
| 10    | Wolodymyr Polikarpenko | 1:50:25,72 |
| 11    | Simon Whitfield        | 1:51:38,35 |
| 12    | Kris Gemmell           | 1:51:44,74 |
| 13    | Bevan Docherty         | 1:51:54,38 |
| 14    | Miles Stewart          | 1:52:37,92 |
| 15    | Andy Kelsey            | 1:53:00,42 |
| 16    | Hunter Kemper          | 1:53:52,69 |
| 17    | Michael Smedley        | 1:57:40,07 |
| DNF   | Joe Umpehnour          |            |
| DNF   | Luke Harrop            |            |
| DNF   | Eligio Cervantes       |            |
| DNF   | Andriy Hlushchenko     |            |
| DNF   | Gilberto González      |            |
| DNS   | Trent Chapman          |            |

Datum: Sonntag, 2. September 2001, 9:00 Uhr Ortszeit

- DNF = Did not finish
- DNS = Did not start

### Frauen
| Platz | Athlet             | Zeit (h)   |
| ----- | ------------------ | ---------- |
| 1     | Loretta Harrop     | 1:59:44,59 |
| 2     | Barbara Lindquist  | 2:00:00,24 |
| 3     | Nicole Hackett     | 2:01:13,31 |
| 4     | Siri Lindley       | 2:02:42,64 |
| 5     | Sheila Taormina    | 2:03:52,79 |
| 6     | Brigitte McMahon   | 2:04:03,62 |
| 7     | Steph Forrester    | 2:04:42,40 |
| 8     | Lenka Radová       | 2:04:59,40 |
| 9     | Laura Reback       | 2:05:34,82 |
| 10    | Carol Montgomery   | 2:05:58,49 |
| 11    | Sandra Soldan      | 2:06:14,70 |
| 12    | Christiane Pilz    | 2:06:37,80 |
| 13    | Melissa Ashton     | 2:07:04,70 |
| 14    | Rina Hill          | 2:07:44,92 |
| 15    | Silvia Gemignani   | 2:07:57,35 |
| 16    | Becky Gibbs        | 2:08:22,60 |
| 17    | Michelle Dillon    | 2:08:30,90 |
| 18    | Jill Savege        | 2:08:40,90 |
| 19    | Jennifer Gutierrez | 2:09:57,30 |
| 20    | Machiko Nakanishi  | 2:12:43,40 |
| DNF   | Liz Blatchford     |            |
| DNF   | Miyuki Biwata      |            |
| DNS   | Emma Carney        |            |
| DNS   | Dominique Donner   |            |

Datum: Sonntag, 2. September 2001, 11:15 Uhr Ortszeit

- DNF = Did not finish
- DNS = Did not start

## Medaillenspiegel Triathlon
| Platz | Land               | 1. | 2. | 3. | Gesamt |
| ----- | ------------------ | -- | -- | -- | ------ |
| 1     | Australien         | 2  | 0  | 1  | 3      |
| 2     | Neuseeland         | 0  | 1  | 1  | 2      |
| 3     | Vereinigte Staaten | 0  | 1  | 0  | 1      |